# Paradise, Hawaiian Style

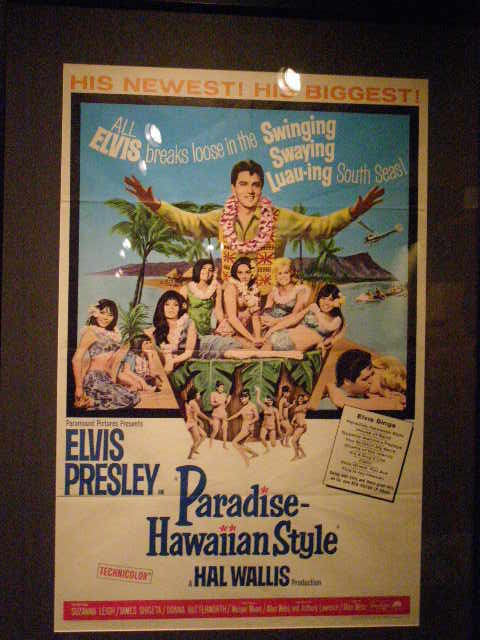
Album.

Pour le film, voir Paradis hawaïen.
Paradise, Hawaiian Style est un album d'Elvis Presley sorti en 1966. Il sert de bande originale au film homonyme réalisé par Michael D. Moore et mettant en vedette Elvis Presley.

## Description
L'album fut enregistré les 26 et 27 juillet 1965 au Radio Recorders, Hollywood, sous la direction de musicale de Joseph J. Lilley et Irvin Talbot, avec Dave Weichman comme ingénieur son.
Les musiciens étaient :
- Scotty Moore (guitare)
- Charlie McCoy (guitare)
- Barney Kessell (guitare)
- Al Hendrickson et Howard Roberts (guitares sur sand castles)
- Ray seigel (basse)
- Keith Mitchell (basse)
- DJ Fontana (batterie)
- Hal Blaine (batterie)
- Milton Holland (batterie)
- Victor Feldman (batterie)
- Bernie Lewis (steel guitar)
- Larry Muhoberac (piano)

Elvis Presley a enregistré la partie vocale du 2 au 4 août 1965, accompagné par The Jordanaires (Gordon Stocker, Hoyt Hawkins, Neal Matthews, Ray Walker) et The Mellomen (Bill Lee, Max Smith, Bill Cole et Gene Merlino).
Sorti le 16 juillet 1966, l'album s'est classé 7e au Royaume-Uni en août de la même année et 15e le 3 septembre aux États-Unis.

Liste des chansons
| 1. | Paradise, Hawiian Style                   | 2:35 |
| 2. | Queenie Wahine's Papaya                   | 1:33 |
| 3. | Scratch My Back (Then I'll Scratch Yours) | 2:13 |
| 4. | Drums Of The Islands                      | 2:32 |
| 5. | Datin'                                    | 1:32 |

| 1. | A Dog's Life                      | 1:57 |
| 2. | House Of Sand                     | 2:02 |
| 3. | Stop Where You Are                | 2:03 |
| 4. | This Is My Heaven                 | 2:34 |
| 5. | Sand Castles (Special Bonus Song) | 2:55 |